# Kleinkastell Ferbach

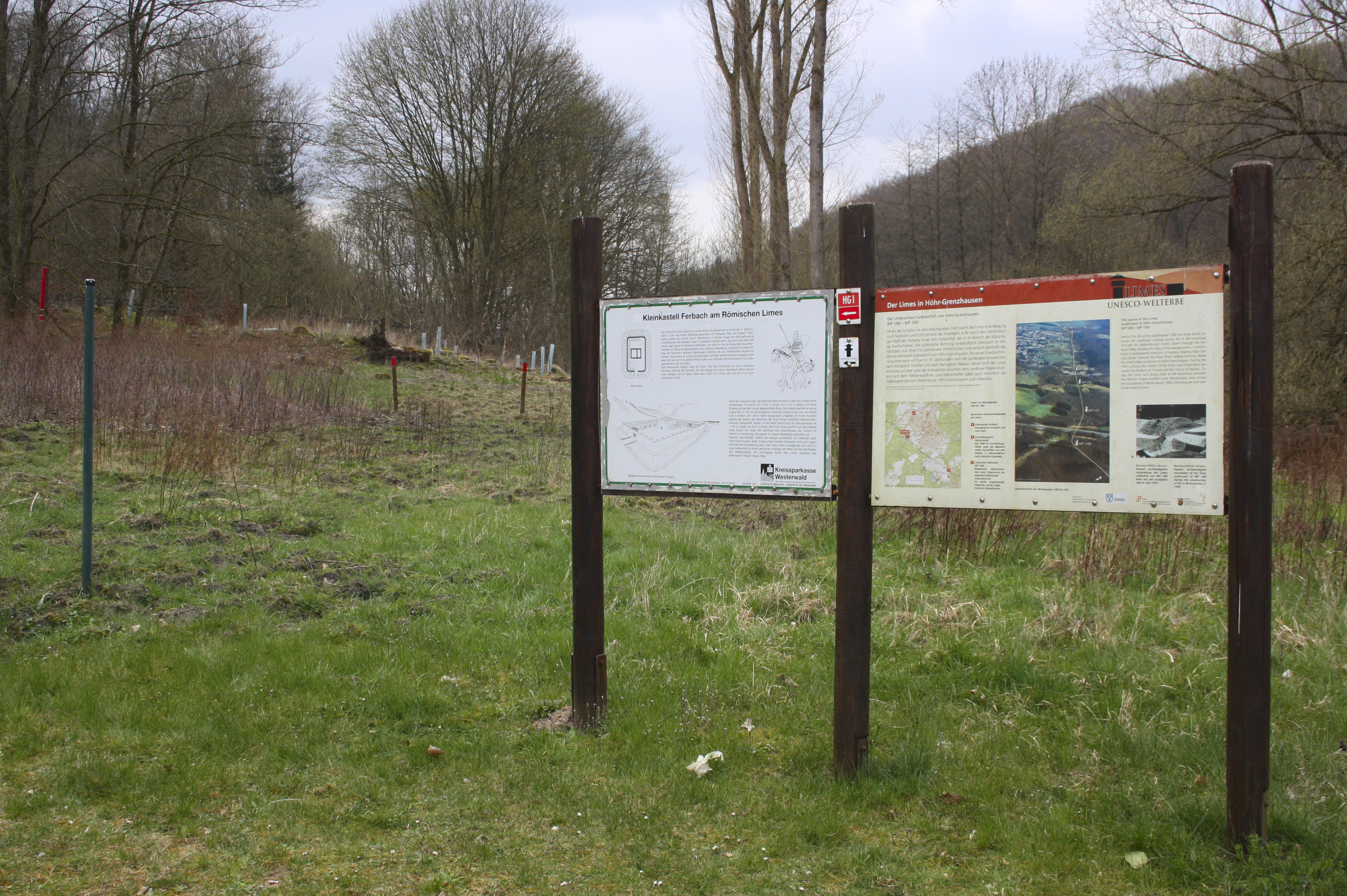
Bodendenkmal und Hinweistafel (2020)

Das Kleinkastell Ferbach (in der älteren Literatur auch in der Schreibweise Kastell Fehrbach vorkommend) war ein römisches Kastell des Obergermanischen Limes, der im Jahre 2005 den Status des UNESCO-Weltkulturerbes erlangte. Das jetzige Bodendenkmal befindet sich in Grenzlage am südöstlichen Rande der heutigen Stadt Höhr-Grenzhausen im rheinland-pfälzischen Westerwaldkreis. Mit dem größten Teil seiner Fläche befindet es sich bereits auf dem Gebiet der Ortsgemeinde Weitersburg im Landkreis Mayen-Koblenz.
Heute liegt die Ferbacher Befestigungsanlage in einem ausgewiesenen archäologischen Schutzgebiet. Oberirdisch sind, außer geringen Verformungen durch die einstigen Ausgrabungstätigkeiten keine Spuren mehr zu erkennen, nachdem die Befunde von 1894 wieder mit Erde bedeckt worden waren. Die Ecken und das Tor des Kastells wurden jedoch mit Pfählen markiert und eine Informationstafel weist auf die Bedeutung des Platzes hin.

## Lage

Kastell Ferbach im Limesverlauf mit den Wachposten 1/62 bis 1/65 zur Zeit der Untersuchungen durch die Reichs-Limeskommission 1894/95

Im heutigen Orts- und Landschaftsbild liegt das Kleinkastell Ferbach unmittelbar neben der Kläranlage von Höhr-Grenzhausen unter einer Brachfläche zwischen der von Höhr-Grenzhausen nach Vallendar führenden Landstraße 308 (Rheinstraße) und dem linken Ufer des Ferbaches.
Topographisch befindet es sich auf einer schmalen, ebenen, zum Ferbach hin abfallenden Terrasse. Verkehrsgeographisch und strategisch hatte man von diesem Punkt aus die Kontrolle über das Tal, das der Ferbach zwischen dem Weitersburger und dem Vallendarer Wald bildet. Auf der Trasse, auf der sich heute der Verkehr der L 308 bewegt, befand sich schon in römischer und vorrömischer Zeit ein Handelsweg, der von der Rheinebene kommend allmählich in Richtung Westerwald anstieg und dabei im Bereich des Ferbacher Militärpostens den Limes kreuzte. Die Kontrolle dieses Weges und des Grenzübergangs oblag vermutlich der kleinen Garnison.

## Forschungs- und Baugeschichte
Das Kleinkastell Ferbach ist 1894 durch die Reichs-Limeskommission unter der örtlichen Leitung von Otto Dahm archäologisch ausgegraben und dokumentiert worden.
Die Fortifikation wurde vermutlich in antoninischer Zeit, möglicherweise um das Jahr 150 n. Chr. errichtet und war möglicherweise bis zur Aufgabe des rechtsrheinischen Gebietes infolge der Frankenangriffe bis 259/260 n. Chr. (Limesfall) belegt.
Es handelt sich um ein Steinkastell, das mit seinen Seitenlängen von 31,60 × 21,20 Metern eine Fläche von gut 0,07 Hektar in Anspruch nahm. Gesichert wurde das Kastell mit einer 0,80 Meter starken Mauer. Vor der Wehrmauer befand sich – nach einer nur 0,80 Meter breiten Berme – ein 1,80 Meter tiefer und 4,80 Meter breiter Spitzgraben. Die Mauer war nicht mit Wehrtürmen besetzt, auch das einzige Tor bestand nur aus einem einfachen, turmlosen Durchgang. Mit diesem Tor war das Kastell dem Limes abgewandt, nach Südwesten hin ausgerichtet. Der Torweg selbst war auch im untersuchten Bereich außerhalb des Kastells mit Schotter befestigt.
Den Innenraum des Lagers beherrschte ein zentraler, aus zwei Räumen bestehender Steinbau, der mit seinen Seitenlängen von 11,50 × 8,50 Metern eine Fläche von 99,25 Quadratmetern bedeckte. Unmittelbar an den Innenseiten der Wehrmauer, zur Gänze an der Nordwestmauer, stellenweise an der Nordost- und an der Südwestmauer konnten Reste von einfachen, hölzernen Mannschaftsbaracken nachgewiesen werden. Diese waren ausweislich der Befunde durch ein Feuer zerstört worden.

## Terra Sigillata
Der wichtigste Einzelfund war eine Terra-Sigillata-Scherbe mit der Inschrift COH VII, welche auf die Besatzung des Kastells hinweist. Hierbei handelte es sich um die Vexillatio (Detachement) der im nahe gelegenen Koblenzer Kastell Niederberg stationierten Cohors VII Raetorum equitata („7. Teilberittene Kohorte der Raeter“). Die Besatzung bestand wahrscheinlich aus zwei Turmae (lateinisch, Singular Turma, „Schwarm“) zu je 30 Reitern unter dem Befehl eines Decurio.

## Limesverlauf zwischen den Kleinkastellen Ferbach und Hillscheid
In dem kurzen Streckenabschnitt zwischen den beiden Fortifikationen ist der Limes nebst seinen Bauwerken in unterschiedlichen Zuständen erhalten. Stellenweise wurde er, insbesondere durch den Abbau der in dieser Gegend vorkommenden Tonminerale und Bimssande völlig zerstört, teilweise ist er, insbesondere auf landwirtschaftlich genutzten Flächen, nur noch auf Luftbildern sichtbar, teilweise hat er sich, gerade in den etwas unzugänglicheren, bewaldeten Gebieten, aber auch hervorragend erhalten können. Die Bürger und Vereine der Gemeinden, auf deren Boden sich der Limes in diesem Abschnitt erstreckt, Höhr-Grenzhausen und Hillscheid, sind mittels Anlage von Wanderwegen, Aufstellung von Informationstafeln und Rekonstruktion der Befunde sehr bemüht, der Bedeutung der historischen Relikte auf ihrem Boden gerecht zu werden und diese der Öffentlichkeit zu präsentieren.
Spuren der Limesbauwerke zwischen dem Kleinkastell Ferbach und dem Kleinkastell Hillscheid:
| ORL     | Name/Ort                        | Beschreibung/Zustand |
| KK      | Kleinkastell Ferbach            | siehe oben |
| Wp 1/63 |                                 | aufgrund der durchschnittlichen Entfernung zwischen den Türmen vermuteter, aber nicht nachgewiesener Wachturm unweit des Kleinkastells |
| Wp 1/64 |                                 | Kaum noch wahrnehmbare Reste eines Steinturmhügels an der Kante eines ehemaligen Steinbruchs und die durch den Bau einer modernen Siedlung gänzlich abgegangene Stelle eines etwa 140 Meter entfernt liegenden Holzturms. Der rechteckige Steinturm stand etwa zehn Meter vom Wallgraben des Limes entfernt. Er wies die Seitenlängen von 5,40 × 5,10 Metern auf und verfügte über unterschiedlich starke Mauern. Die zur Abbruchkante hin gelegene rückwärtige Mauer war mit einer Mächtigkeit von 1,10 Metern besonders stabil ausgeführt, die Seitenmauern besaßen eine Stärke von 0,90 Meter, die Frontmauer war nur 0,80 Meter dick. Der Holzturm war in wesentlichen Teilen vom Limeswall überschüttet. Er war von einem vier bis fünf Meter breiten und bis zu 1,65 Meter tiefen Graben umgeben. Der Radius der gesamten Anlage betrug etwa 13 Meter. Zehn Meter südwestlich des Holzturms und 5,50 Meter von der Mitte des Limesgrabens entfernt wurde eine hallstattzeitliche Grablegung mit Knochenresten und Keramikscherben entdeckt. |
| Wp 1/65 | „Im Vallendarer Wald“           | Sichtbarer, mit einer Infotafel versehener Schutthügel eines Steinturms. Der rechteckige Turm hatte Seitenlängen von 6,60 × 5,90 Metern bei einer Mauerwerksmächtigkeit von einem Meter. Er lag 15,50 Meter von der Mitte des Wallgrabens und 21,50 Meter von der Palisade entfernt. Bei der Anlage des Turmes wurde die Topographie derartig geschickt genutzt, dass von seiner Galerie aus eine Fernsicht vom Wp 1/60 bis zum Wp 1/71 bestand. Unter den Fundamenten des Steinturms konnten die Pfostenlöcher eines hölzernen Vorgängerbaus nachgewiesen werden. Der Holzturm, dessen Abmessungen sich nur schwerlich rekonstruieren lassen, war von einem drei bis vier Meter breiten Spitzgraben mit einer zum Zeitpunkt der Ausgrabungen erhaltenen Resttiefe von bis zu 1,90 Meter umgeben. Unmittelbar vor dem Turm war der Limes für einen Grenzübergang unterbrochen. Der Wallgraben setzte auf einer Breite von etwa 14 Meter aus und die Palisade war mit einer schmalen Pforte versehen. Hier befand sich vermutlich der Limesübergang eines älteren, von der Rheinebene bei Vallendar zu den Höhenzügen des Westerwaldes aufsteigenden Weges. |
| Wp 1/66 | „Bei der Bembermühle“           | Kaum wahrnehmbare Spuren eines quadratischen Steinturms mit einer Seitenlänge von 5,20 Metern und einer Mauerstärke von einem Meter. Rund acht Meter hinter dem Wallgraben und 13 bis 14 Meter von der Palisade entfernt, auf dem seitlichen Sporn eines Höhenzuges in Hanglage. Nach einem hölzernen Vorgängerbau wurde an dieser Stelle nicht gesucht. |
| Wp 1/67 |                                 | Von der Reichs-Limeskommission dokumentierte, aber nicht mehr sichtbare Turmstelle inmitten der landwirtschaftlich genutzten Flächen nordwestlich des Gewerbegebietes von Hillscheid. Der quadratische Steinturm besaß die überdurchschnittliche Seitenlänge von 5,60 Meter und einen Meter starke Mauern. Nach einem hölzernen Vorgängerbau wurde nicht gesucht. |
| Wp 1/68 |                                 | Der vermutete Standort des Wachturms befand sich wahrscheinlich im Bereich der heutigen Kannenbäckerstraße am nordwestlichen Rande des Gewerbegebietes von Höhr-Grenzhausen und wurde bei Bauarbeiten völlig zerstört. Eine Rekonstruktion befindet sich knapp 150 Meter nordwestlich davon. Es handelt sich um einen der seltenen, einigermaßen authentischen Rekonstruktionsversuche römischer Grenzwachtürme, der unter der fachlichen Anleitung durch das Saalburg-Museum, Bad Homburg vor der Höhe, entstanden und 1994 fertiggestellt worden ist. Der Eingang befindet sich nicht ebenerdig, sondern auf Höhe des ersten Stockwerks, aus sicherheitstechnischen Gründen musste allerdings ein zweiter Eingang im Parterre geschaffen werden. Von außen ist er mit dem für römische Wachtürme und Auxiliarlager typischen weißen Anstrich mit aufgemalten roten Scheinfugen versehen. Die Grundmaße des quadratischen Turms betragen rund 5 × 5 Meter. 1996 wurde sein Inneres als Museum gestaltet; zudem befindet sich in unmittelbarer Nähe ein kleiner, 2002 errichteter Informationspavillon.                                                    |
| Wp 1/69 | „In der Hillscheider Sandgrube“ | bei den Grabungen 1894 noch dokumentierte, 1902 bereits verschwundene Reste eines quadratischen Steinturms mit einer Seitenlänge von fünf Metern und einer Mauerstärke von einem Meter |
| Wp 1/70 |                                 | nur vermutete, nicht nachgewiesene Turmstelle |
| KK      | Kleinkastell Hillscheid         | → Hauptartikel : Kleinkastell Hillscheid |

## Denkmalschutz
Das Kastell Kleinkastell Ferbach und die erwähnten Bodendenkmale sind als Abschnitt des Obergermanisch-Rätischen Limes seit 2005 Teil des UNESCO-Welterbes. Außerdem sind die Anlagen Kulturdenkmale nach dem Denkmalschutz- und -pflegegesetz (DSchG) des Landes Rheinland-Pfalz. Nachforschungen und gezieltes Sammeln von Funden sind genehmigungspflichtig, Zufallsfunde an die Denkmalbehörden zu melden.